# Gambisch-portugiesische Beziehungen
Die gambisch-portugiesischen Beziehungen beschreiben das zwischenstaatliche Verhältnis von Gambia und Portugal. Direkte diplomatische Beziehungen bestehen seit 1976.
Mitte des 15. Jahrhunderts erreichten die Portugiesischen Seefahrer als erste Europäer den Gambia-Fluss, der dem Land seinen Namen gab. Sie unterhielten diplomatische Beziehungen zu Königen der Region und trieben Handel an eigenen Handelsstationen entlang des Gambia-Flusses, jedoch wurde Gambia nicht Teil des Portugiesischen Kolonialreichs.
Heute gelten die Beziehungen als gut, aber noch nicht sehr intensiv.
Im Jahr 2015 waren 152 Staatsbürger Gambias in Portugal gemeldet, davon mit 122 die meisten im Großraum Lissabon. Im Jahr 2014 waren drei Portugiesen konsularisch in Gambia gemeldet.
In Portugal trägt ein bekanntes Weingut auf der Setubal-Halbinsel den Namen Gambia, die Herdade de Gâmbia. Auch ein Ort in dem nahen Gemeindeverbund Gâmbia-Pontes-Alto da Guerra trägt den Namen des Landes und des Flusses Gambia, ebenso wie eine Vielzahl Unternehmen und Straßen in Portugal.

## Geschichte

Nuno Tristão, der erste Europäer in Gambia, auf einem Geldschein aus Portugiesisch-Guinea (1971)

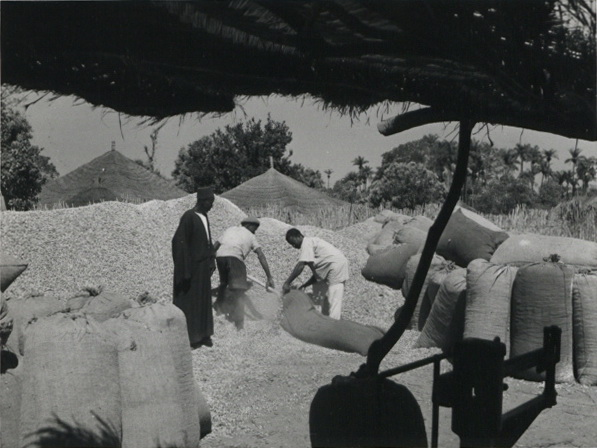
Verpacken von Erdnüssen in Gambia 1949: das Hauptexportprodukt des Landes kam mit den Portugiesen hier her

Als erste Europäer erreichten die portugiesischen Seefahrer Nuno Tristão und António Fernandes 1446 den Gambia-Fluss. Ihre Expeditionen wurden jedoch gleichermaßen feindlich empfangen und sie wurden beide von Giftpfeilen getroffen, an denen Tristão auf der Rückreise starb.
Insbesondere Gerüchte über große Goldvorkommen veranlassten Heinrich den Seefahrer immer neue Expeditionen zur Erforschung des Verlaufs des Gambia zu entsenden. Nach anfänglichen Konflikten entwickelten sich dabei ab 1456 freundschaftliche Beziehungen zwischen den portugiesischen Händlern und den regionalen Herrschern insbesondere der Mandinka- und Wolof-Reiche. Neben gegenseitigen diplomatischen Beziehungen und christlichen Missionaren waren vor allem die Handelsbeziehungen von Bedeutung. So bestanden mehr als ein Dutzend portugiesischer Handelsstationen entlang des Gambia-Flusses, von der Povoação de Brancos (nahe Dog Island) hinauf bis Fatta Tenda (siehe hierzu die Liste von historischen portugiesischen Handelsstationen in Gambia).
Die portugiesische Anwesenheit hatte einigen Einfluss auf die regionalen Völker. So führten die Portugiesen hier neue Früchte wie Orangen, Bananen, Papaya, Kassava (Maniok), Guave oder Mais ein, auch die heute in der gambischen Landwirtschaft dominierende Erdnuss kam mit den Portugiesen hier her. In der Mandinka-Sprache hinterließen sie ebenfalls Spuren, zudem verbesserten sich hier Fischerei, Haus- und Bootsbau im Erfahrungsaustausch mit der damaligen Weltmacht Portugal.

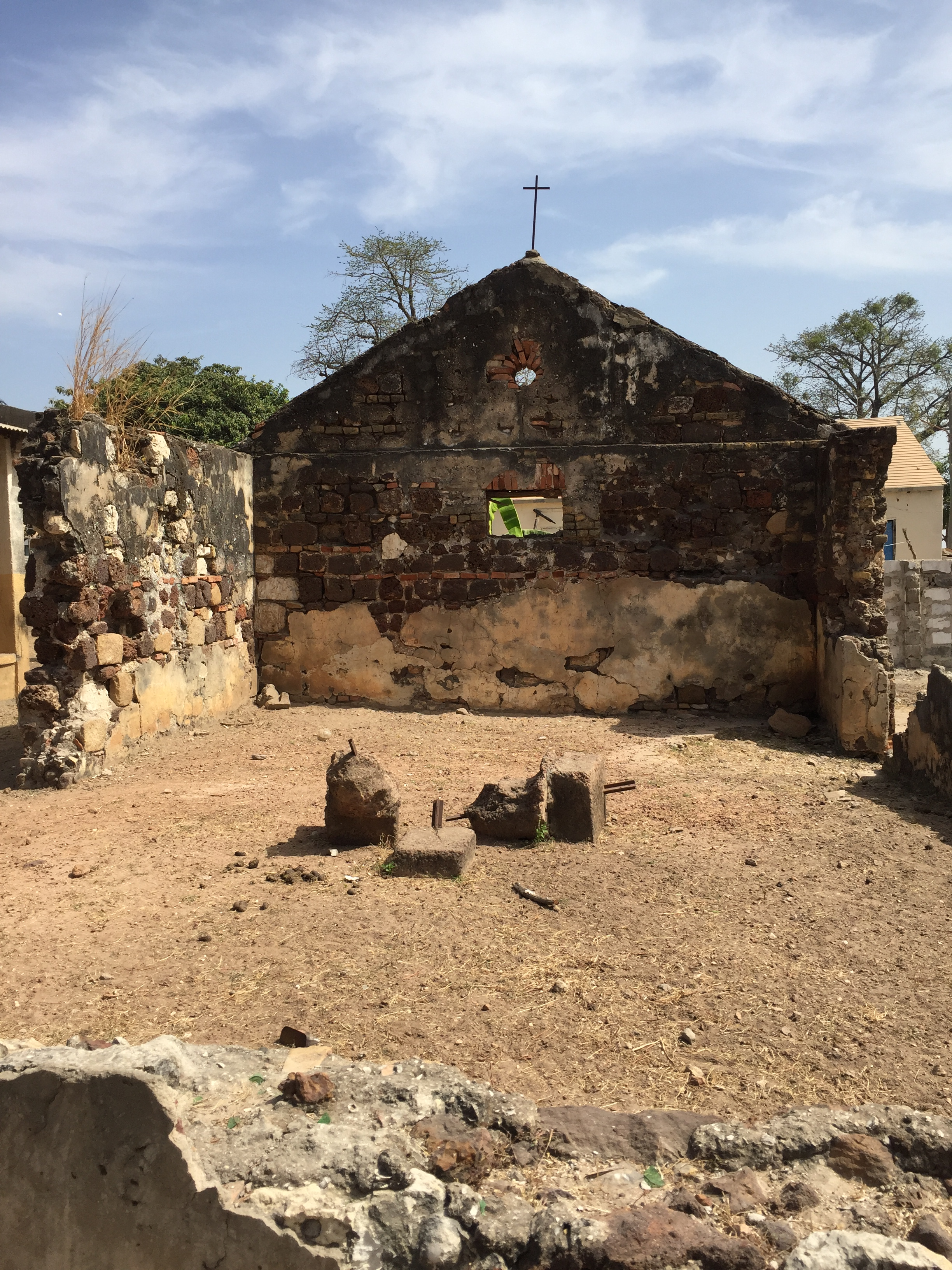
Die im 15. Jahrhundert errichtete Portugiesische Kapelle von Albreda, seit 2003 UNESCO-Welterbe

Ab 1588 verlor Portugal dann sein Handelsmonopol am Gambia an England. Nach verschiedenen Episoden und wechselnder englisch-französischer Herrschaft wurde Gambia dann britische Kolonie.
Das Land erlangte 1965 seine Unabhängigkeit von Großbritannien. Freundliche Beziehungen zwischen Gambia und Portugal entwickelten sich jedoch erst nach dem Ende des kolonialen Estado Novo-Regimes durch die linksgerichtete Nelkenrevolution in Portugal 1974. Die neue portugiesische Regierung beendete danach die Portugiesischen Kolonialkriege, entließ seine bisherigen Kolonien 1975 in die Unabhängigkeit und richtete seine internationalen Beziehungen neu aus.
Am 8. September 1976 nahm das nunmehr demokratische Portugal diplomatische Beziehungen zu Gambia auf. Gegenseitige Botschaften richteten die beiden Länder bisher nicht ein. Als erster Vertreter Portugals in Gambia akkreditierte sich am 29. August 1979 Jorge Syder Santiago, Portugals Botschafter mit Amtssitz in der senegalesischen Hauptstadt Dakar.
Im Jahr 2003 nahm die UNESCO die Portugiesische Kapelle von Albreda und die Portugiesischen Ruinen von San Domingo in die Liste des UNESCO-Welterbes auf. Im gleichen Jahr wurde auch Kunta Kinteh Island aufgenommen. Die Insel wurde im 15. von Portugiesen als erste Europäer besiedelt. Damit gehen drei der sieben Teile des gambischen Welterbe-Gesamteintrages von Kunta Kintah Island auf die Portugiesen zurück.

## Diplomatie

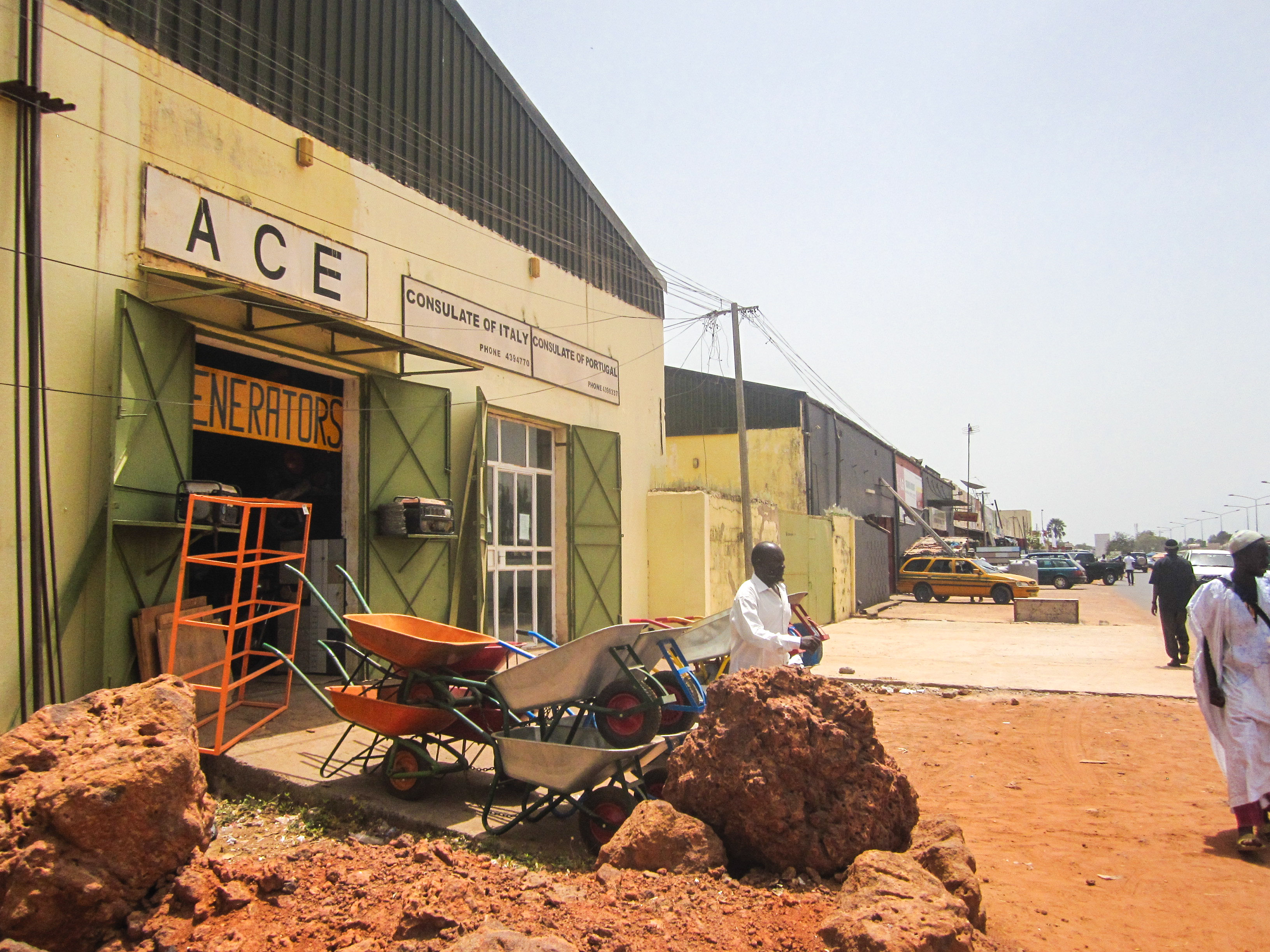
Portugiesisches Konsulat in Serekunda

Portugal unterhält keine eigene Botschaft in Gambia, das Land gehört zum Amtsbezirk der portugiesischen Botschaft im Senegal. In Serekunda nahe der Hauptstadt Banjul ist ein portugiesisches Konsulat eingerichtet, daneben besteht oder bestand in Banjul ein Honorarkonsulat.
Gambia hat ebenfalls keine eigene Botschaft in Portugal, die nächste gambische Vertretung befindet sich in der spanischen Hauptstadt Madrid. In der portugiesischen Hauptstadt Lissabon besteht ein gambisches Konsulat.

## Wirtschaft

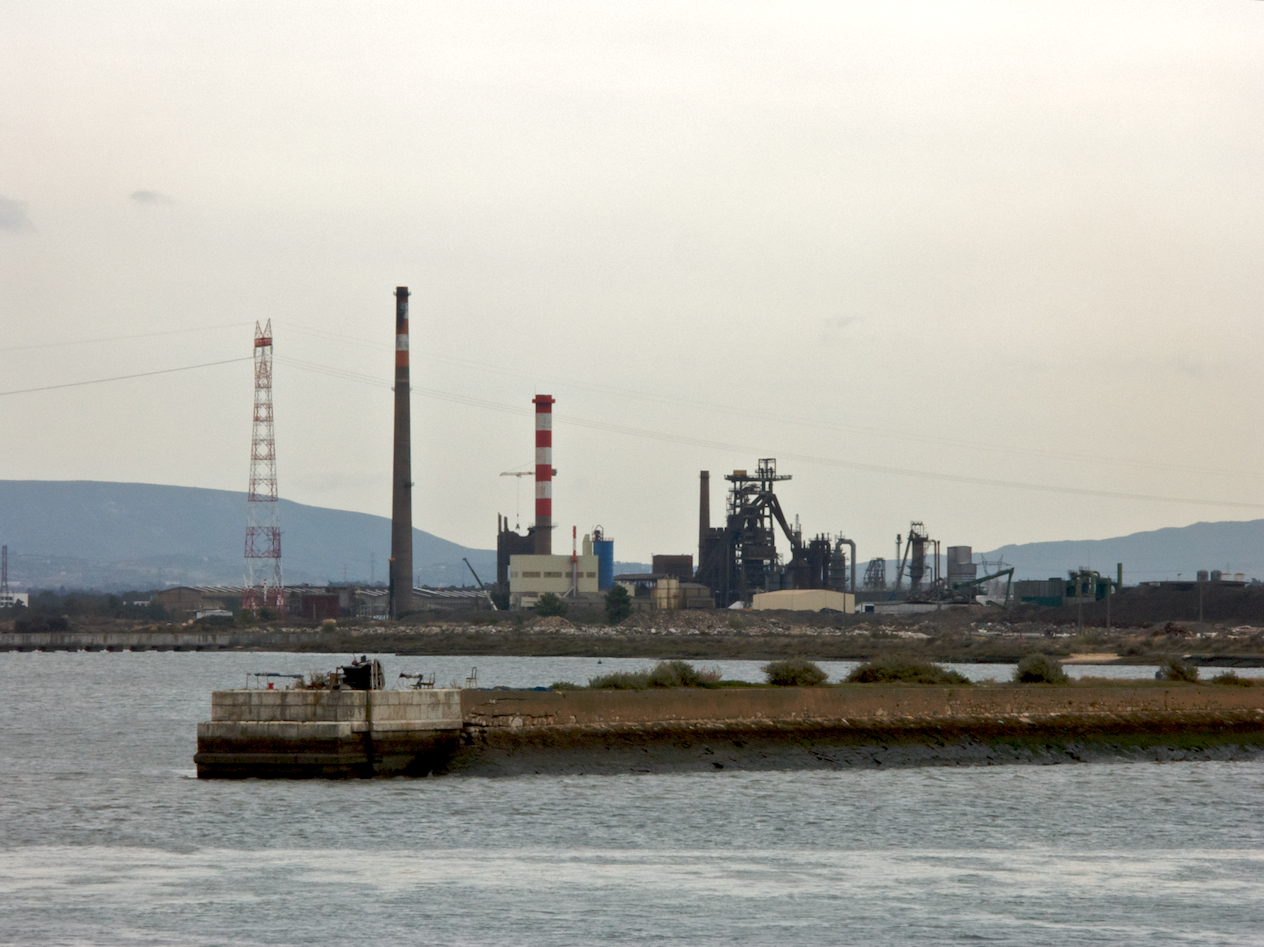
Stahlwerk bei Seixal: Metallteile sind nach Eiern das wichtigste Exportgut Portugals nach Gambia

Die portugiesische Außenhandelskammer AICEP unterhält keine Niederlassung in Gambia, zuständig ist das AICEP-Büro in der senegalesischen Hauptstadt Dakar.
Im Jahr 2016 exportierte Portugal Waren im Wert von 1,601 Mio. Euro nach Gambia (2015: 5,645 Mio.; 2014: 6,246 Mio.; 2013: 3,546 Mio.; 2012: 6,282 Mio.), davon 39,3 % landwirtschaftliche Erzeugnisse (vor allem Eier), 20,9 % Metallwaren, 9,5 % Textilien und 7,9 % Maschinen und Geräte.
Im gleichen Zeitraum lieferte Gambia Waren im Wert von 0,393 Mio. Euro an Portugal (2015: 54.000 Euro; 2014: 0; 2013: 0; 2012: 1.000 Euro), fast ausschließlich Meeresfrüchte.
Damit stand Gambia für den portugiesischen Außenhandel 2016 an 152. Stelle als Abnehmer und an 148. als Lieferant, für den gambischen Außenhandel rangierte Portugal 2015 an 21. Stelle als Abnehmer und an 18. Stelle als Abnehmer.